# Øborg
En øborg (på engelsk island castle, eller insular castle,) en en type vandborg, der er placeret på en kunstig eller naturlig ø. Det er en typisk lavlandsborg, hvor terrænet ikke giver mulighed for at placere en fæstning på et plateau eller forhøjning, der giver en god forsvarsmæssig position.
Da øen, hvor borgen er opført, er separeret fra fastlandet på flere sider, så er det normalt ikke nødvendigt at opføre forsvarsværker som voldgrave eller ekstra ringmure. Således kan en øborg ofte være væsentligt billigere at opføre en traditionelle fæstninger. Mange øborge ligger i søer, men dette betyder, at der er risiko for en nem erobring, hvis vandet fryser til is, da de normalt er dårligere forskanset end anre bortyper.
Blandt nogle af de bedst kendte øborge er Castle Stalker i Skotland og Burg Pfalzgrafenstein nær Kaub i Tyskland. Den eneste gotiske øborg i Europa er Trakai slot i Litauen.